# Черновы
Черновы (Чернаго, Черново, Чорново) — многочисленные русские дворянские роды.
Часть Черновых относились к столбовому (допетровскому) дворянству. Из них известны:
- Чернов Степан — дьяк, воевода в Нижнем-Новгороде в 1652—1655 г. (два раза).
- Чернов Андрей — дьяк, воевода в Олонце в 1677—1678 г.
- Чернов Ефим — дьяк, воевода в Азове в 1697—1699 г[1].
- Чернов Стефан — из детей боярских, купец в Тамбове в 1587—1659 г.

Другой род Черновых происходит от Пахома Кондратьевича Чернова, коллежского советника (в дальнейшем — генерал-майора и георгиевского кавалеры), и Ивана Чернова, майора, которые 12 октября 1804 года были пожалованы дипломом на потомственное дворяство. Это ошибка . Род восходит к Тамбовскому роду Черновых. В 1804 году не пожаловано дворянство а подтверждено и пожалован герб. 
Ещё один род Черновых происходит от нарвского первой гильдии купца Андрея Чернова, который именным Высочайшим указом от 10 февраля 1838 года «в воздаяние личной его и предков его службы и производства им оптовой торговли» был возведён с потомством в дворянское достоинство, на которое 26 сентября 1841 года пожалован ему диплом.
Существовали и другие роды Черновых, различного происхождения.

## Описания гербов
Возведённый в дворянство нарвский купец Андрей Чернов использовал следующий герб:
Щит пересечён чёрным поясом, обременённым двумя золотыми о шести лучах звездами. Первая часть рассечена: в первом, золотом поле чёрное орлиное крыло, влево, во втором, лазоревом поле, серебряный меркуриев жезл, в перевязь, влево. Вторая часть также пересечена: в первом, зелёном поле золотой сноп; во втором, серебряном поле, чёрный якорь, с такими же кольцом и анкерштоком.
Щит увенчан дворянскими шлемом и короною. Нашлемник: три серебряных страусовых пера. Намёт: справа — чёрный, с золотом, слева — лазоревый, с серебром.
ДС, книга XVI, № 9

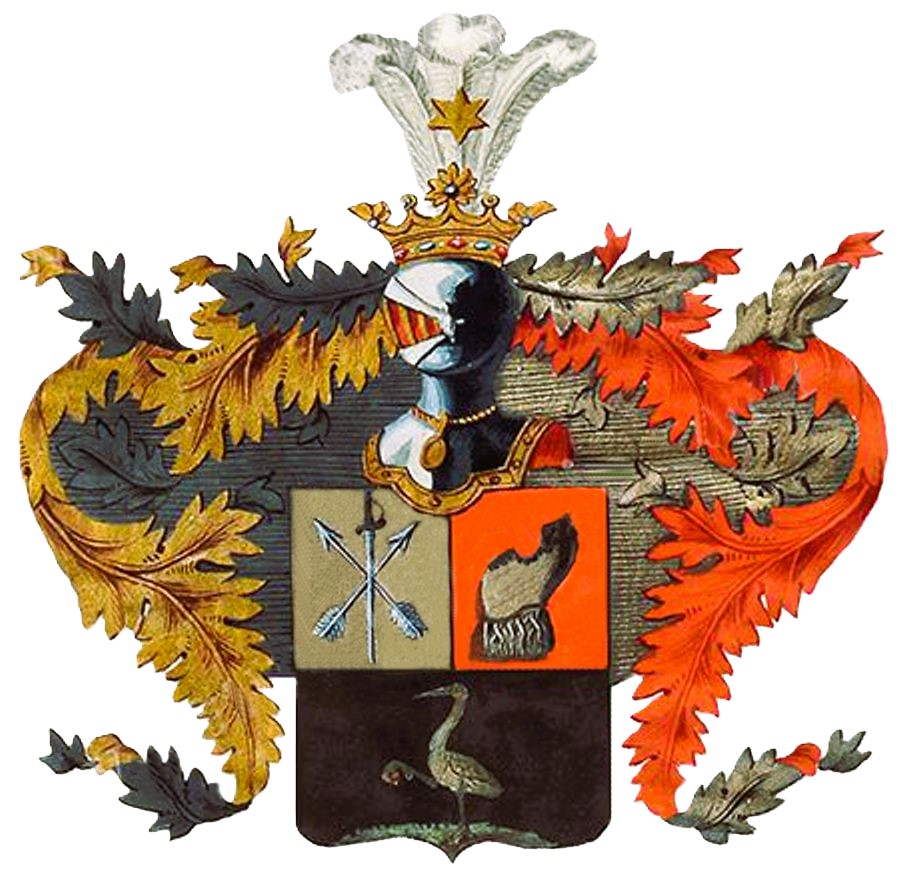

В верхней половине щита в правом серебряном поле изображены крестообразно шпага и две стрелы, в левом красном поле серебряный кирас, а в нижней половине в черном поле находится серебряный журавль, держащий в правой лапе камень. Щит увенчан дворянским шлемом и короною с страусовыми перьями, на средине коих изображена золотая восьмиугольная  звезда. Намет на щите золотой и красный подложенный черным и серебром.